# 夏貴
夏貴（1197年—1279年），字用和，安丰（今安徽省寿县）人，南宋末期将领。
夏貴曾跟隨趙範進入洛陽，後來升任裨將。景定元年（1260年）以後，蒙元南下，夏貴守淮南阻挡元軍，在对元将郭侃战争中屡立战功。率军帮助呂文煥守卫襄陽，帮助张珏守卫重庆。官至淮西安抚制置大使，兼知庐州。德祐元年（1275年），賈似道督军抵抗元軍，在蕪湖鲁港的丁家洲之战大敗，夏贵逃至淮西。德祐二年（1276年），臨安陷落，宋恭帝降元，夏貴于是也以淮西降元。元朝任命他为行省参政。次年，升为行省左丞。忽必烈想要任用他为对日本战争的南军统帅，没有成行，夏貴于至元十六年（1279年）十月去世，时年八十三岁。

## 延伸阅读
[在维基数据编辑]
 《新元史/卷177》，出自柯劭忞《新元史》